# Palo Blanco (Teksas)
Palo Blanco je naseljeno mjesto za statističke potrebe u američkoj saveznoj državi Teksas. Prema popisu stanovništva iz 2010. u njemu je živjelo 204 stanovnika.